# Leopold Šrom
Leopold Šrom (8. září 1917 Chrlice – 11. října 1968 Ptice) byl československý stíhací pilot Royal Air Force a 1. československé letecké divize ve druhé světové válce.

## Život
Leopold Šrom se vyučil elektromechanikem. Po vyučení nastoupil dobrovolně do československé armády. Zde v letech 1937 až 1939 působil nejprve u Leteckého pluku 5 v Brně a po přeškolení na stíhací letouny u Leteckého pluku 4 v Praze byl přidělen k Leteckému pluku 3 ve Spišské Nové Vsi.

### Druhá světová válka
Po Mnichovu, březnové okupaci zbytku českých zemí a vzniku Slovenského státu tajně přešel do Polska. Odtud společně s dalšími Čechoslováky odplul na lodi přes Dánsko do Francie. Zde byli piloti nejprve přijati do Cizinecké legie. Nejprve sloužil v alžírském Oranu a Blidě. Po napadení Francie byl přijat do Armée de l'Air. Přeškolení na francouzským letectvem používaná letadla absolvoval v Chartres, Bourges a La Rochelle. Při napadení Francie se však bojů nezúčastnil a po porážce a kapitulaci odplul na lodi do Plymouthu ve Velké Británii.

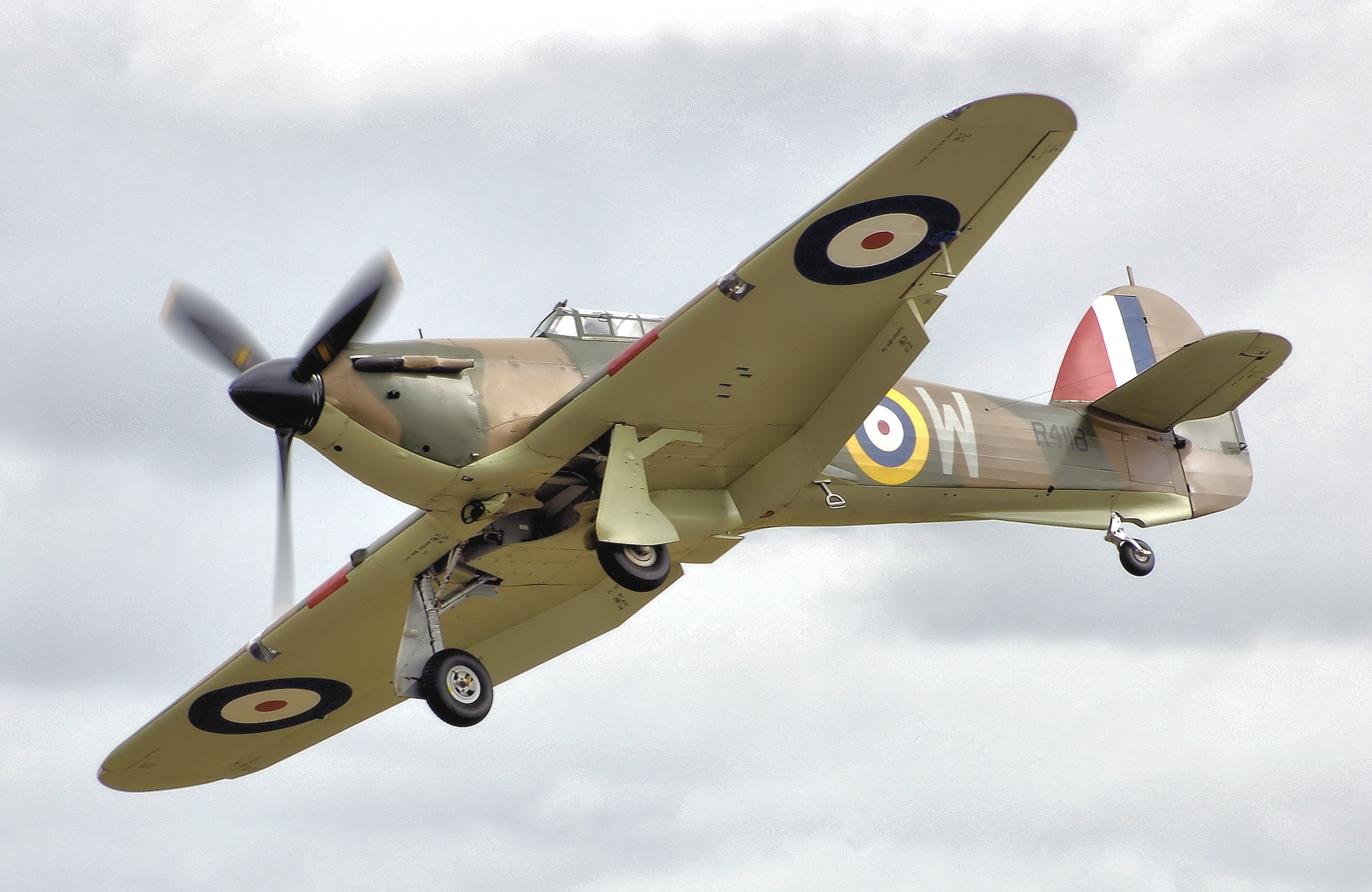
Hawker Hurricane

V Anglii vstoupil do RAF v hodnosti sergeant (četař) a prošel výcvikem u jednotek v Bensonu a Sutton Bridge. Od listopadu 1940 do července 1941 sloužil u britské 245. stíhací perutě v severním Irsku. Peruť byla vyzbrojena letouny Hawker Hurricane. Zde Šrom zaznamenal také své první vzdušné vítězství. Poté byl převelen k československé 310. stíhací peruti, kde také zaznamenal další úspěchy. Po dokončení prvního operačního turnusu působil jako letecký instruktor a v druhém turnusu od ledna 1943 do ledna 1944 znovu létal u „třistadesítky“, nyní už vybavené Spitfiry. Byl povýšen do hodnosti Pilot Officer – poručík (československou měl podporučík).
Po výzvě k československým pilotům pro zformování československé letecké jednotky v Sovětském svazu se dobrovolně přihlásil. V únoru 1944 z Británie odplul se skupinou 20 letců, vedenou štábním kapitánem Františkem Fajtlem. V Sovětském svazu se piloti přeškolili na stroje Lavočkin La-5FN a v létě byli připraveni k nasazení na frontě. Piloti se stali příslušníky 1. čs. stíhacího leteckého pluku, kterému velel František Fajtl.
Po vypuknutí Slovenského národního povstání bylo rozhodnuto vyslat československé piloty na pomoc povstaleckým jednotkám. Pluk se přemístil 17. září 1944 na slovenské letiště Zolná a později operoval z letišť Zolná Brezno nad Hronom a nakonec Tri Duby. V průběhu krátkého trvání povstání se podporučík Šrom stal nejúspěšnějším stíhačem v povstaleckém letectvu.

Pod tlakem německých jednotek byl letecký pluk donucen 25. října 1944 opustit povstalecké území a odletět zpět za sovětské frontové linie. Šrom zde byl povýšen do hodnosti poručík a stal se velitelem 2. letky reorganizovaného 1. čs. stíhacího leteckého pluku, pozdější součásti 1. československé smíšené letecké divize pod vedením podplukovníka Budína. Celá divize se v průběhu dubna a května významně podílela na bojích na Ostravsku, Opavsku a Těšínsku.

## Vyznamenání
V bojích druhé světové války si Leopold Šrom připsal 8 sestřelů nepřátelských letadel (další 2 letouny pravděpodobně). Získal mnohá československá i spojenecká vyznamenání:
- |  |  |  Československý válečný kříž 1939 (udělen 4x)
- |  |  Medaile Za chrabrost (udělena 3x)
- Československá medaile za zásluhy, I. stupeň
- Pamětní medaile československé armády v zahraničí
- Řád Slovenského národního povstání I. stupně
- War Medal (Spojené království)
- Defence Medal (Spojené království)
- Medaile Za vítězství nad Německem (SSSR)

## Poválečný život
Po skončení války pracoval pro Vědecký letecký ústav v Praze-Letňanech jako zalétávací pilot. Po únorovém převratu a krátkém zatčení za údajné plánování nezákonného opuštění republiky byl z politických důvodů z letectva propuštěn. Až do roku 1964 se živil jako elektromechanik v Tesle Žižkov.
S uvolněním poměrů v Československu v šedesátých letech byl rehabilitován a povýšen do hodnosti majora.
Díky nabídce ČSA pro rehabilitované letce se vrátil k letectvu do Státní letecké inspekce. Protože chtěl i nadále létat, složil náročné zkoušky pro dopravní piloty a létal jako druhý pilot u ČSA na letounu Iljušin Il-14. Při letu 351 do Bratislavy 11. října 1968 však letadlu vysadil krátce po startu jeden z motorů a stroj se u Ptic poblíž Kladna zřítil. Při nehodě zahynula celá tříčlenná posádka včetně Šroma a 10 cestujících, dalších 27 jich bylo zraněno.
Leopold Šrom byl 17. června 1991 rozkazem prezidenta Václava Havla povýšen do hodnosti plukovníka.